# Glypta rufipluralis
Glypta rufipluralis är en stekelart som beskrevs av Walsh 1873. Glypta rufipluralis ingår i släktet Glypta och familjen brokparasitsteklar. Inga underarter finns listade i Catalogue of Life.